# Hrvatsko pjevačko društvo Majevica
Hrvatsko glazbeno društvo Majevica (Hrvatsko pjevačko društvo Majevica), hrvatsko glazbeno društvo iz Tuzle. Nazvano prema planini Majevici. Osnovano je u vremenima neposredno nakon austro-ugarskog zaposjedanja i oslobađanja od osmanske vlasti, kad su tekovine suvremene zapadne civilizacije ulazile u Bosnu i Hercegovinu.
Uz buđenje suvremenog školstva, u čemu najveću ulogu imaju časne sestre Družbe Kćeri Božje Ljubavi, uskoro se budi glazbena kultura. Do 1886. se širila samo obveznim školskim predmetima u redovnim školama, a od te godine osnivaju se pjevačka odnosno glazbena društva. Hrvatsko je društvo osnovano 1895./96. godine. Osnovala ga je skupina hrvatskih pregalaca. Marijan Hadži Divković je bio među njima i višegodišnji predsjednik Društva. Hrvatski književnik Josip Kosor je 1897. doselio u Tuzlu (tada Donju Tuzlu) na mjesto pisara u kotarskome sudu i učlanio se u Majevicu, gdje je pjevao u zboru drugi bas i svirao brač. Tuzlu je za stalno napustio 1923. godine. Društvo je djelovalo sve do dolaska komunista na vlast 1945. godine, kad su ugašena brojna hrvatska društva u Tuzli: Hrvatski sokol (osnovan 1905.), Hrvatska narodna zajednica (osnovana 1907.), Organizacija radnika Hrvata (osnovana 1907.), Hrvatski dom s čitaonicom (osnovan 1913.), Hrvatski nogometni klub Zrinjski (osnovan 1913.) i Društvo Hrvatska žena (početak 20. st.). Podružnica HKD Napredak zabranjena je 1949. poslije.